# Dadeldhura
Dadeldhura è un centro abitato del Nepal situato nella municipalità di Amargadhi che fa parte del distretto di Dadeldhura (Sudurpashchim Pradesh).
Fino alla riforma amministrativa del 2015 (attuata nel 2017)  era un comitato per lo sviluppo dei villaggi (VDC)
Il centro abitato si trova sul versante settentrionale delle Mahabharat Lekh a circa 1700 m di altitudine.